# Duilio Brunello
Duilio Antonio Rafael Brunello (San Fernando del Valle de Catamarca, 30 de mayo de 1925 - Buenos Aires, 9 de mayo de 2021) fue un docente, periodista y político argentino, miembro del peronismo.

## Biografía
Hijo de Francisco Brunello y Margarita Pauletto, hizo sus estudios en la Escuela Normal de Maestros "Fray Mamerto Esquiú" de la capital catamarqueña. Durante la gobernación de Juan León Córdoba fue sucesivamente secretario general de la gobernación provincial y subsecretario de Hacienda. Durante el gobierno de Vicente L. Saadi fue subsecretario de Gobierno e Instrucción Pública, y durante la intervención federal siguiente y la gobernación de Armando Casas Nóblega fue ministro de Hacienda y Obras Públicas. Tuvo especial participación en las obras públicas de su gobierno, especialmente en varios diques y hoteles de turismo. En el año 1955 fue elegido senador nacional por su provincia, asumiendo el cargo en el mes de abril y ejerciéndolo hasta el golpe de Estado de septiembre del mismo año.
Tras pasar varios meses preso, durante la dictadura de Pedro Eugenio Aramburu se dedicó a la enseñanza secundaria y formó parte de la resistencia peronista. A principios de la década de 1970 lo nombraron vicepresidente segundo del Partido Justicialista —el presidente era Juan Domingo Perón y la vicepresidenta primera su esposa— aunque no ejerció cargo electivo alguno.
En el transcurso de 1973 a 1976 ocupó diversos cargos de la cartera nacional: Secretario de Estado de Previsión Social, Viceministro de Bienestar Social de la Nación, Interventor Federal en la provincia de Córdoba, y Vicepresidente del Partido Justicialista tras retornar Juan Domingo Perón a la Argentina.
En 1974, organizó el Partido Justicialista. Asimismo, puesto que el Navarrazo acaeció en Córdoba, las autoridades nacionales nombran a Duilio Brunello interventor federal de la Provincia de Córdoba. El fin último de la decisión era normalizar su situación institucional y depurar a quien era, en ese entonces, una las provincias montoneras. El 15 de marzo asume su breve mandato; más tarde delega la autoridad al próximo interventor federal, en el mes de septiembre, a Raúl Lacabanne.
Representó al Partido Justicialista en el funeral de Juan Domingo Perón, fallecido el 1 de julio de 1974.
Durante la última dictadura militar fue sometido a proceso junto con la expresidenta María Estela Martínez de Perón, acusado de malversación de fondos. En el año 1983, la dictadura resolvió indultar a la expresidenta; el beneficio alcanzó también a Brunello, aunque no a su inhabilitación. Recuperó su libertad económica y política en diciembre de 1990, por un indulto del presidente Carlos Saúl Menem, emitido en el mismo acto en que indultó a los jefes de la dictadura, incluido el dictador Jorge Rafael Videla, que había ocupado por la fuerza la presidencia durante la prisión y juicio de Brunello.
En el año 2018, el Municipio de Capital, provincia de Catamarca, lo honra con una condecoración. Declaran a Duilio Brunello con la mención de "Ciudadano Ilustre".
| Predecesor: Mario Agodino (Gobernador provisional) | Interventor federal de Córdoba 15 de marzo de 1974-7 de septiembre de 1974 | Sucesor: Raúl Lacabanne (Interventor federal) |

## Obra escrita
- Víctor Maubecín (1944)
- El Código Tributario y la política impositiva del Segundo Plan Quinquenal (1954)
- Catamarca en la Séptima Conferencia de Ministros de Hacienda (1955).
- Memorias de joven militancia (2008)

También colaboró asiduamente en los diarios El Día y El Ambato, de Catamarca.